# Gassa d'amante (album)
Gassa d'amante è un album in studio della cantante italiana Mina. È stato pubblicato e distribuito il 22 novembre 2024 dall'etichetta discografica PDU.

## Descrizione
Il progetto discografico si compone di dieci tracce, tra cui Buttalo via scritto da Francesco Gabbani, una reinterpretazione del brano Non smetto di aspettarti di Fabio Concato, e Senza farmi male scritta e composta da Elisa. In una conferenza stampa il figlio e produttore dell'album Massimiliano Pani ha spiegato la scelta dei brani:

## Promozione
Il 1º novembre 2024 è stato pubblicato il singolo Buttalo via come primo estratto dal progetto discografico.
Nel progetto è presente il brano L'amore vero di Matteo Mancini e Gianni Bindi, (già autori di Buttare l'amore, sigla della serie televisiva Le fate ignoranti) facente parte della colonna sonora del film Diamanti, diretto da Ferzan Özpetek, divenendo la terza collaborazione tra la cantante e il regista. Il 10 dicembre 2024 la canzone viene pubblicata in radio come secondo estratto.
Inoltre, sul canale Youtube della cantante sono stati pubblicati anche dei video promozionali per i brani Per dirti t'amo, nel giorno d'uscita del disco, e Il cuore si sbaglia, il 10 gennaio 2025.
Il 17 gennaio 2025 è stato pubblicato come terzo singolo Senza farmi male, brano scritto da Elisa. Il video ufficiale è stato presentato in anteprima al Tg1 e racconta lo storico rapporto di Mina con l'illustratore Mauro Balletti.

## Tracce
1. Non smetto di aspettarti – 5:17 (Fabio Concato)
2. Dispersa – 4:30 (Samuele Cerri, Massimiliano Pani)
3. Per dirti t'amo – 3:31 (Roberto Casu)
4. Amami e basta – 3:13 (Antonino Luca Tudisca)
5. Senza farmi male – 5:25 (Elisa Toffoli)
6. Il cuore si sbaglia – 4:41 (Viola Serafini, Franco Serafini)
7. È cosi che funziona – 3:23 (Alberto De Martini, Alberto Anelli)
8. Buttalo via – 4:05 (Francesco Gabbani)
9. L'amore vero – 3:51 (Matteo Mancini, Gianni Bindi)
10. Non ti lascerò – 4:16 (Fabrizio Berlincioni, Mauro Culotta)

## Classifiche
| Classifica (2024) | Posizione massima |
| ----------------- | ----------------- |
| Italia            | 3                 |